# La tierra tiembla
La tierra tiembla (La terra trema) es una película de Luchino Visconti del año 1948. Es una adaptación de la novela de Giovanni Verga I Malavoglia, de 1881. La película, género docufiction, es uno de los exponentes del neorrealismo italiano.

## Argumento
La historia tiene lugar en Aci Trezza, un pequeño pueblo de pescadores en la costa de Sicilia, Italia.
La película hace referencia a la explotación de los pescadores por parte de una familia de abolengo del pueblo, los mayoristas que les compran el pescado. El héroe de la historia es 'Ntoni Valastro, el cual se rebela contra la injusticia y busca una salida comprando una barca que le dé independencia. Sólo que para poder salir adelante necesita del apoyo de toda la comunidad, la cual no se atreve a romper cadenas y salir de su rutina. Si bien al principio tiene un éxito individual, finalmente fracasa en su empresa.